# Next Generation EU
Next Generation UE (NGEU) – unijny fundusz odbudowy o wartości 750 miliardów € (w cenach stałych z 2018 roku), na którego uruchomienie wyraziła zgodę 21 lipca 2020 Rada Europejska. Ma na celu wsparcie państw członkowskich dotkniętych pandemią COVID-19. Fundusz NGEU obejmuje lata 2021–2023 i jest powiązany z budżetem UE na lata 2021–2027 (WRF). Kompleksowe pakiety NGEU i WRF osiągną wielkość 1 824,3 mld euro. To sprawia, że jest to największy pakiet stymulacyjny, jaki powstał kiedykolwiek w Europie.

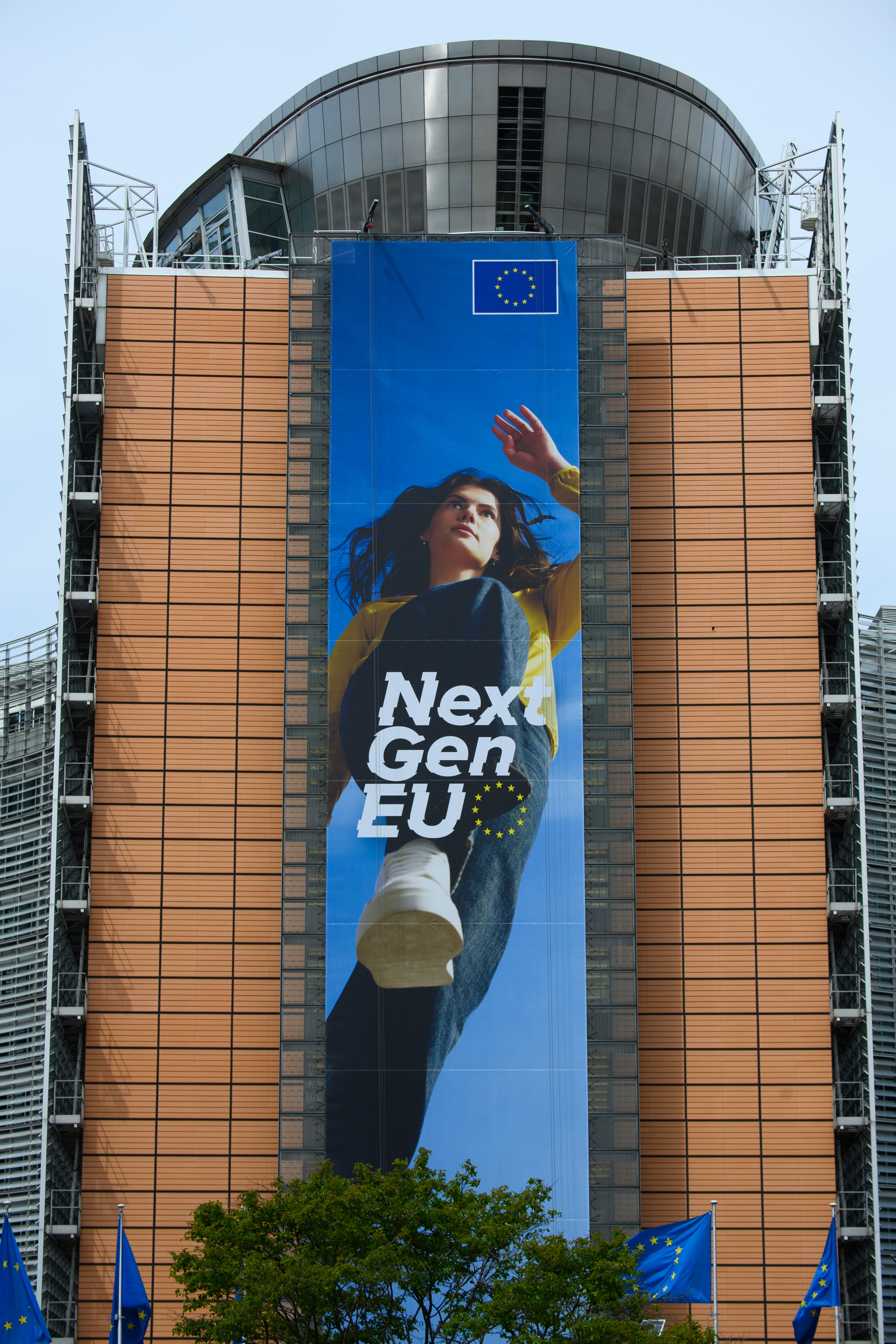
Bilbord reklamujący fundusz na budynku Berlaymont będącym siedzibą Komisji Europejskiej

Umowa NGEU jest bezprecedensowa w historii UE, ponieważ w jej ramach wyemitowane zostaną europejskie obligacje – mające na celu przyznanie dotacji i pożyczek swoim państwom członkowskim – spłacane dzięki pozyskaniu poprzez podatki bezpośrednie środków własnych, co jest uważane za pierwszy krok w kierunku integracji fiskalnej w Europie.

## Budżet
| Program                             | Cel | Wolumen (w mld €) |
| ----------------------------------- | --- | ----------------- |
| Instrument rozwoju i odporności     | Wsparcie zrównoważonych reform i inwestycji w krajach UE poprzez pożyczki (360 mld euro) i dotacje (312,5 mld euro), z naciskiem na odnawialne źródła energii (patrz Europejski Zielony Ład), efektywność energetyczną, elektromobilność, ekspansję łączy szerokopasmowych, cyfryzację administracji, chmurę i edukację cyfrową. Łącznie 37% środków ma zostać przeznaczonych na GreenDeal, a 20% na cyfryzację.                                             | 672,5             |
| ReactEU                             | W ramach tzw. „Inicjatywy Inwestycyjnej” (CRII+) wszystkie niewykorzystane dotychczas środki z Funduszu Spójności mogą zostać uruchomione w sposób niebiurokratyczny „w celu zabezpieczenia miejsc pracy i złagodzenia skutków kryzysu dla gospodarki i społeczeństwa”. Fundusze są dostarczane przez: - Europejski Fundusz Rozwoju Regionalnego (EFRR), - Europejski Fundusz Społeczny (EFS), - Europejski Fundusz Pomocy Najbardziej Potrzebującym (FEAD). | 47,5              |
| Horyzont Europa                     | Promocja badań, rozwoju i innowacji. | 5,0               |
| InvestEU                            | Promocja inwestycji w UE (następca Europejskiego Funduszu na rzecz Inwestycji Strategicznych). | 5,6               |
| Rozwój obszarów wiejskich           | Europejski Fundusz Rolny na rzecz Rozwoju Obszarów Wiejskich (EFRROW), wspierający strategie i projekty na rzecz rozwoju obszarów wiejskich w ramach Wspólnej Polityki Rolnej. | 7,5               |
| Fundusz Sprawiedliwej Transformacji | Promowanie przejścia na gospodarkę neutralną dla klimatu w ramach Europejskiego Zielonego Ładu oraz dywersyfikacja gospodarki i dostosowanie się do zmieniającego się rynku pracy. | 10,0              |
| RescEU                              | Strategiczne zaopatrzenie w sprzęt medyczny taki jak wentylatory i maski ochronne. | 1,9               |

Aby uzyskać dostęp do funduszy, państwa członkowskie musiały do 30 kwietnia 2021 przedstawić Komisji Europejskiej szczegółowe plany, które muszą uzasadniać cele finansowania ochrony środowiska i cyfryzacji.

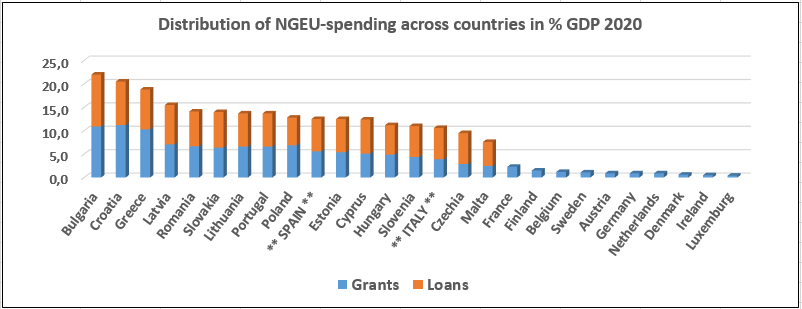
Względny udział pakietu pomocowego na kraj członkowski (jako procent PKB)

Klucz podziału na poszczególne państwa członkowskie opiera się na danych dotyczących bezrobocia w latach 2021–2022 oraz całkowitej utracie PKB w latach 2020–2022.
Porozumienie między przywódcami europejskimi w sprawie „UE nowej generacji” obejmuje również system warunkowości „mający na celu zapewnienie, że po raz pierwszy fundusze UE będą chronione”.